# Liselotte Herrmann

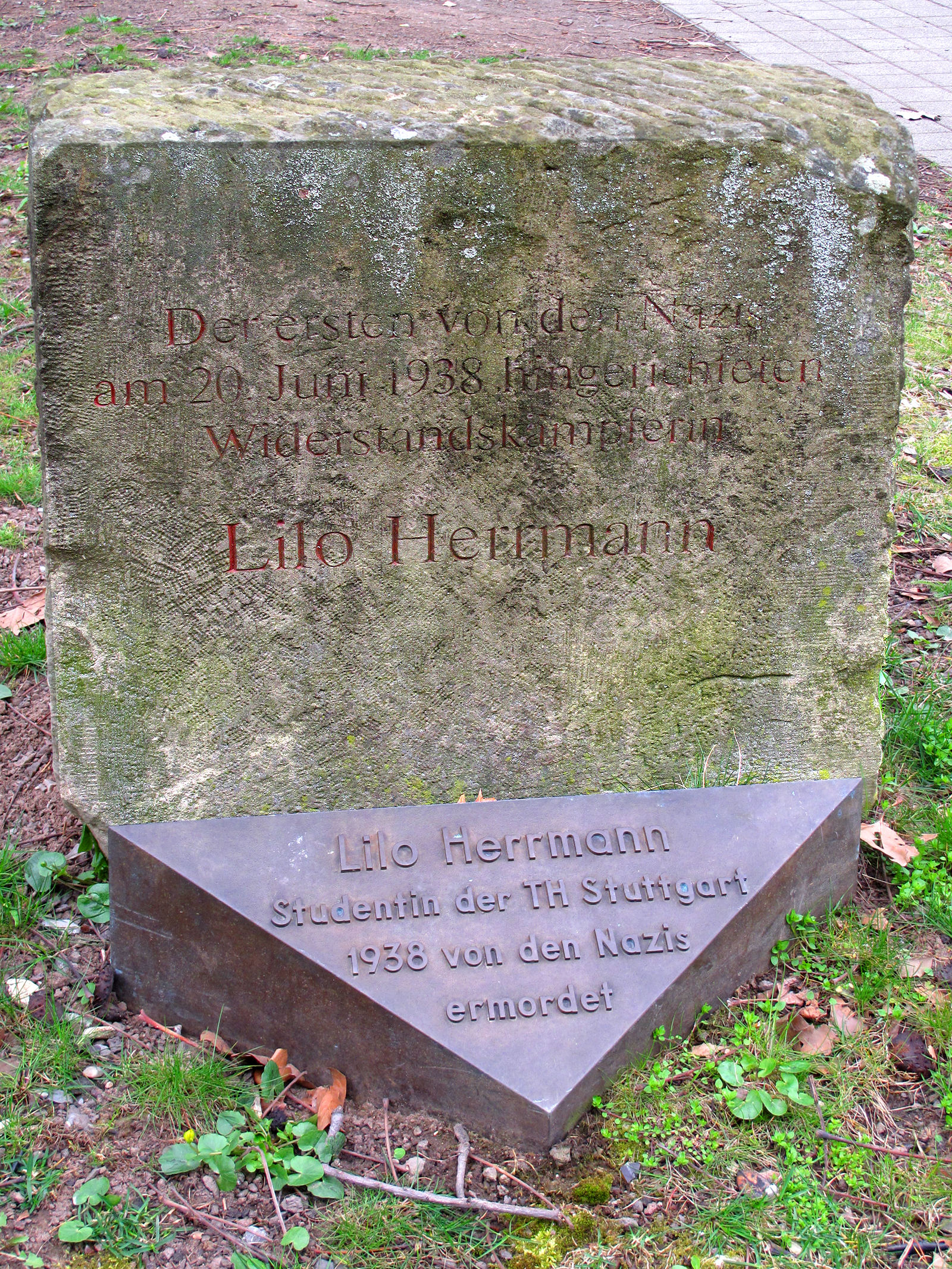
Lápida de la tumba de Liselotte «Lilo» Herrmann

Liselotte «Lilo» Herrmann (Berlín, 23 de junio de 1909 – Berlín, 20 de junio de 1938) fue una militante comunista alemana, miembro de la resistencia al nazismo.

## Biografía
Nacida el 23 de junio de 1909 en Berlín, estudió Química y Biología. Lilo, que se convirtió en miembro del Partido Comunista de Alemania en 1931, fue detenida y acusada de traición en 1935, y juzgada y condenada a muerte en 1937. Su ejecución por decapitación tuvo lugar el 20 de junio de 1938 en la prisión berlinesa de Plötzensee.